# Chang'an Automobile
Chang'an Automobile Company, Limited (重慶長安汽車股份有限公司T, 重庆长安汽车股份有限公司S, Chóngqìng Cháng'ān Qìchē Gǔfèn Yǒuxiàn GōngsīP) anche chiamata Chang'an Motors, Chang'an Auto e Chana Auto è un'azienda cinese produttrice di automobili con sede a Chongqing.

## Storia
La sua attività nel comparto automobilistico è iniziata nel 1990 con la produzione di veicoli commerciali su licenza della giapponese Suzuki, azienda con la quale ha stretto un accordo di collaborazione sotto forma di joint venture due anni dopo.
In seguito la società ha stretto altre 2 joint venture per produrre automobili e propulsori con il gruppo Ford e pianifica di produrre dei modelli progettati internamente per l'esportazione in un prossimo futuro.
Dal 2005 Chang'an Automobile è il quarto produttore di automobile in Cina e fa parte delle cosiddette "5 sorelle", unitamente a First Automobile Works, Dongfeng Motor Corporation, Shanghai Automotive Industry Corporation e Chery Automobile.
È quotata alla Borsa di Shenzhen.
Nel 2025 annuncia l'arrivo in Europa tramite il sub brand Deepal, dedicato ai veicoli elettrici.

## Joint Venture

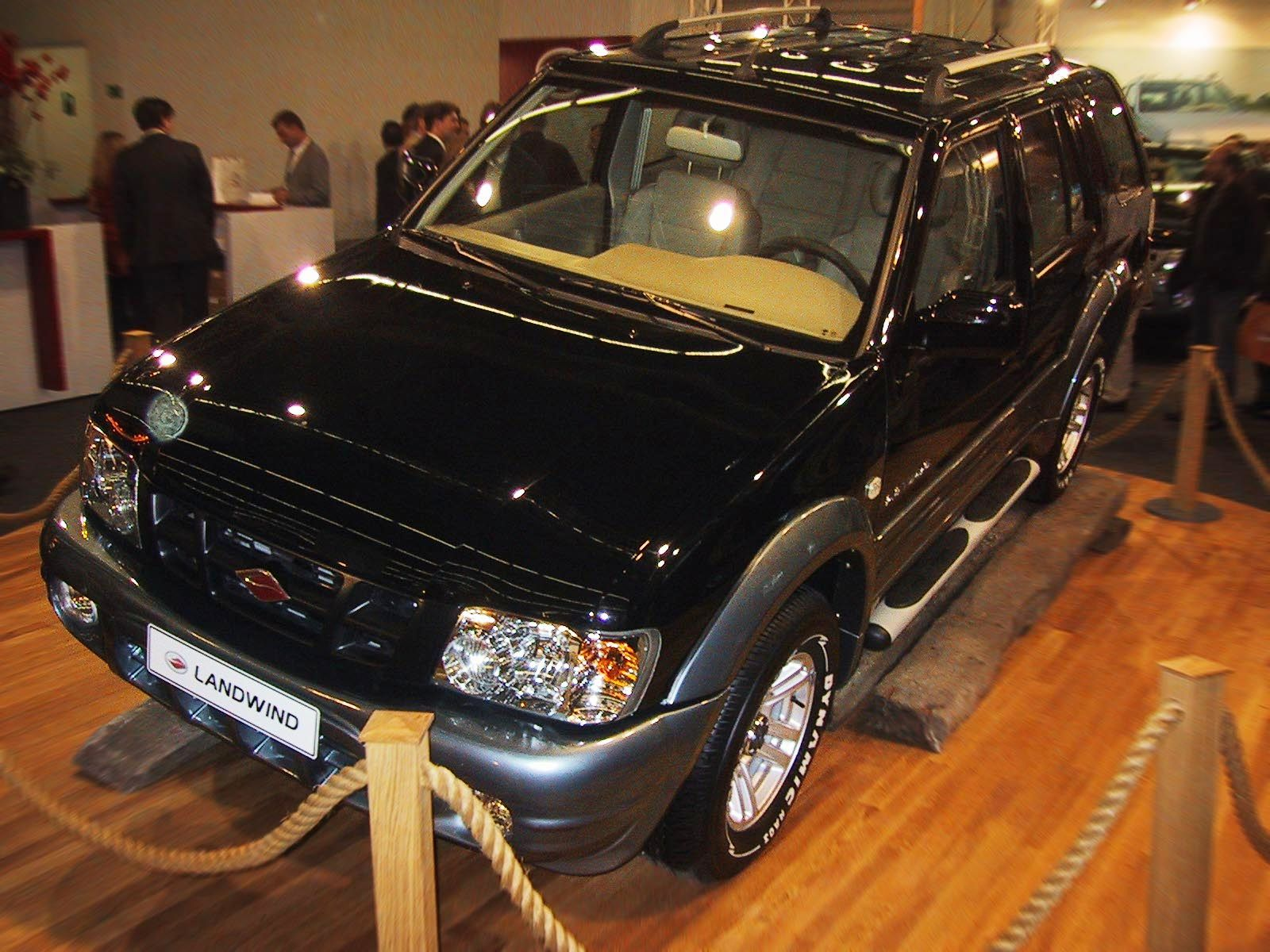
Il Landwind X6

- Chang'an Suzuki - dal 1992 con Suzuki
- Chang'an Mazda - dal 2012 con Mazda
- Chang'an Ford - dal 2012 con Ford
- Chang'an Ford Mazda - dal 2005 al 2012 ha prodotto autovetture per Ford e Mazda (nel 2012 le due aziende hanno deciso di lavorare con Chang'an con joint venture separate)
- Landwind con Jiangling Motors - Produce SUV e fuoristrada.

## Modelli

### In produzione
- Changan CS15
- Changan CS35
- Changan CS35 Plus
- Changan CS55
- Changan CS55 Plus
- Changan CS75
- Changan CS75 Plus
- Changan CS85
- Changan CS95
- Changan UNI-T
- Changan UNI-K
- Changan UNI-V
- Changan Raeton Plus
- Changan Alsvin
- Changan Eado DT
- Changan Eado / Eado Blue / Eado EV
- Changan Eado XT / XT RS
- Changan Yida
- Changan Linmax
- Changan Lumin
- Changan BenBen